# 2017-es Formula–E Buenos Aires nagydíj
A 2017-es Buenos Aires nagydíjat február 18-án, a 2016–2017-es Formula–E bajnokság harmadik futamaként rendezték. A pole-pozíciót Lucas di Grassi szerezte meg, a futamot pedig Sébastien Buemi nyerte meg.

## Időmérő
| Helyezés | Rajtszám | Versenyző              | Csapat            | Idő      | Hátrány | Rajthely |
| -------- | -------- | ---------------------- | ----------------- | -------- | ------- | -------- |
| 1        | 11       | Lucas di Grassi        | Audi Sport ABT    | 1:09.404 | —       | 1        |
| 2        | 25       | Jean-Éric Vergne       | Techeetah-Renault | 1:09.598 | +0.194  | 2        |
| 3        | 9        | Sébastien Buemi        | e.Dams-Renault    | 1:09:825 | +0.421  | 3        |
| 4        | 88       | Oliver Turvey          | NextEV NIO        | 1:10:075 | +0.671  | 4        |
| 5        | 3        | Nelson Piquet Jr.      | NextEV NIO        | 1:11.274 | +1.870  | 5        |
| 6        | 8        | Nicolas Prost          | e.Dams-Renault    | 1:09.442 | —       | 6        |
| 7        | 20       | Mitch Evans            | Jaguar            | 1:09.505 | +0.063  | 7        |
| 8        | 19       | Felix Rosenqvist       | Mahindra          | 1:09.681 | +0.239  | 8        |
| 9        | 7        | Jérôme d’Ambrosio      | Dragon-Penske     | 1:09.697 | +0.255  | 9        |
| 10       | 2        | Sam Bird               | Virgin-Citroën    | 1:09.839 | +0.397  | 10       |
| 11       | 4        | Stéphane Sarrazin      | Venturi           | 1:10.100 | +0.658  | 11       |
| 12       | 23       | Nick Heidfeld          | Mahindra          | 1:10.152 | +0.710  | 12       |
| 13       | 27       | Robin Frijns           | Andretti-BMW      | 1:10.172 | +0.730  | 13       |
| 14       | 6        | Loïc Duval             | Dragon-Penske     | 1:10.257 | +0.853  | 14       |
| 15       | 47       | Adam Carroll           | Jaguar            | 1:10.946 | +1.504  | 15       |
| 16       | 66       | Daniel Abt             | Audi Sport ABT    | 1:13.284 | +3.842  | 16       |
| 17       | 28       | António Félix da Costa | Andretti-BMW      | 1:13.326 | +3.884  | 17       |
| 18       | 37       | José María López       | Virgin-Citroën    | 1:16.760 | +7.318  | 18       |
| 19       | 33       | Ma Csing-hua           | Techeetah-Renault | 1:22.405 | +12.963 | 19       |
| 20       | 5        | Maro Engel             | Venturi           | 1:44.239 | +34.797 | 20       |

## Futam
| Helyezés | Rajtszám | Versenyző              | Csapat            | Kör | Idő/Kiesés oka | Rajthely | Pont |
| -------- | -------- | ---------------------- | ----------------- | --- | -------------- | -------- | ---- |
| 1        | 9        | Sébastien Buemi        | e.dams-Renault    | 37  | 45:45.623      | 3        | 25   |
| 2        | 25       | Jean-Éric Vergne       | Techeetah-Renault | 37  | +2.996         | 2        | 18   |
| 3[a]     | 11       | Lucas di Grassi        | Audi Sport ABT    | 37  | +6.921         | 1        | 18   |
| 4        | 8        | Nicolas Prost          | e.dams-Renault    | 37  | +8.065         | 6        | 12   |
| 5        | 3        | Nelson Piquet Jr.      | NextEV NIO        | 37  | +9.770         | 5        | 10   |
| 6        | 6        | Loïc Duval             | Dragon-Penske     | 37  | +35.103        | 14       | 8    |
| 7        | 66       | Daniel Abt             | Audi Sport ABT    | 37  | +35.801        | 16       | 6    |
| 8        | 7        | Jérôme d’Ambrosio      | Dragon-Penske     | 37  | +36.335        | 9        | 4    |
| 9        | 88       | Oliver Turvey          | NextEV NIO        | 37  | +37.111        | 4        | 2    |
| 10       | 37       | José María López       | Virgin-Citroën    | 37  | +38.206        | 18       | 1    |
| 11       | 28       | António Félix da Costa | Andretti-BMW      | 37  | +43.740        | 17       |      |
| 12       | 4        | Stéphane Sarrazin      | Venturi           | 37  | +44.243        | 11       |      |
| 13       | 20       | Mitch Evans            | Jaguar            | 37  | +44.918        | 7        |      |
| 14       | 27       | Robin Frijns           | Andretti-BMW      | 37  | +49.683        | 13       |      |
| 15       | 23       | Nick Heidfeld          | Mahindra          | 37  | +51.456        | 12       |      |
| 16       | 33       | Ma Csing-hua           | Techeetah-Renault | 36  | +1 kör         | 16       |      |
| 17       | 47       | Adam Carroll           | Jaguar            | 36  | +1 kör         | 15       |      |
| 18[b]    | 19       | Felix Rosenqvist       | Mahindra          | 34  | +3 kör         | 8        | 1    |
| Ki       | 5        | Maro Engel             | Venturi           | 26  | Elektronika    | 20       |      |
| Ki       | 2        | Sam Bird               | Virgin-Citroën    | 20  | Baleset        | 10       |      |

Megjegyzés:
- ↑ a:  - +3 pont a pole-pozícióért
- ↑ b:  - +1 pont a leggyorsabb körért

## A világbajnokság állása a verseny után
(Teljes táblázat)
| H  | Versenyzők       | Pont | H  | Konstruktőrök     | Pont |
| -- | ---------------- | ---- | -- | ----------------- | ---- |
| 1. | Sébastien Buemi  | 75   | 1. | e.Dams-Renault    | 111  |
| 2. | Lucas di Grassi  | 46   | 2. | Audi Sport ABT    | 60   |
| 3. | Nicolas Prost    | 36   | 3. | Mahindra          | 37   |
| 4. | Jean-Éric Vergne | 22   | 4. | NextEV NIO        | 25   |
| 5. | Felix Rosenqvist | 20   | 5. | Techeetah-Renault | 22   |

- Jegyzet: Csak az első 5 helyezett van feltüntetve mindkét táblázatban.